# Hemiphyllodactylus aurantiacus
Hemiphyllodactylus aurantiacus (Beddome, 1870) è una specie di geco che vive nel sud dell'India, nel Tamil Nadu.

## Etimologia
Richard Henry Beddome, che ha per primo descritto la specie, non ha spiegato la scelta del nome specifico aurantiacus.
L'erpetologo statunitense George Zug, in una sua ricerca del 2010 ha ipotizzato che il termine possa essere collegato ad aurantium, termine latino moderno che indica l'arancio, con riferimento al colore dell'attaccatura della coda.
I nomi vernacolari in lingua inglese (Shevaroy Slender Gecko, Yercaud Slender Gecko o Southern Ghats slender gecko), in lingua tedesca (Shevaroy-Halbblattfingergecko) e in lingua danese (Shevaroy-myndegekko) fanno invece riferimento all'area dove il geco vive.

## Descrizione
Hemiphyllodactilus aurantiacus è un geco di piccole dimensioni: la lunghezza muso-cloaca massima misurata è di 3,79 cm, mentre la lunghezza della coda è di circa 3 cm.
Il corpo si presenta di colore marrone, senza macchie chiare laterali evidenti; una striscia dorsolaterale scura scorre dall'occhio alla spalla, una striscia laterale da davanti all'occhio all'ascella; queste strisce si interrompono sul dorso. Sul tronco vi sono piccole macchie bianche dorsolaterali che tuttavia sono sovrastate dalle marcature scure. Il motivo di macchie sul corpo è marcato con sfondo marrone e marrone scuro a contrasto e doppia barra dorsale postsacrale marrone scuro e arancione chiaro.

## Biologia

### Comportamento
Si tratta di una specie notturna, che abita foreste umide sempreverdi di media quota, in un'area ristretta dei Ghati orientali nel Tamil Nadu. La si è rinvenuta anche in piantagioni di caffè e nelle annesse abitazioni, sempre in quello stesso areale.

### Riproduzione
Hemiphyllodactylus auranticus è un geco oviparo.

## Distribuzione e habitat
La specie è stata registrata con certezza solo in un'area dei Ghati orientali, nella zona delle Shevaroy Hills, vicino alla città di Yercaud, nello stato indiano del Tamil Nadu. In passato si pensava che l'areale fosse più ampio, e si estendesse fino a Bangalore e ai Ghati occidentali più vicini. Successivi studi hanno tuttavia dimostrato da un lato che gli esemplari rinvenuti a Bangalore fossero in un caso lì giunti perché accidentalmente trasportati dall'uomo, mentre negli altri casi si era trattato di un errore di riconoscimento (si trattava di esemplari di Hemiphyllodactylus jnana) e dall'altro che tutti i restanti esemplari rinvenuti fuori dall'areale delle Shevaroy Hills appartenevano ad altre specie (H. arakuensis, H. jnana o H. kolliensis).

## Conservazione
Hemiphyllodactylus aurantiacus è ancora abbondante, ma soggetta a minacce gravi: la continua perdita di habitat, già assai ridotto, in favore di attività agricole, spesso anche accompagnata da incendi; il fatto che dette attività sono perlopiù piantagioni per la produzione di tapioca (è infatti dimostrato che questo geco può adattarsi a vivere in piantagioni di alberi, come quelli del caffè, ma non alla manioca); l'aumento del traffico, con conseguente aumento degli investimenti stradali.
Per questi motivi, Hemiphyllodactylus aurantiacus è considerata dalla Lista rossa IUCN come specie a rischio critico.

## Tassonomia
La specie è stata descritta per la prima volta da Richard Henry Beddome nel 1870, come Hemidactylus aurantiacus. Quindici anni più tardi la specie venne descritta più approfonditamente da George Albert Boulenger, che la inserì nel genere Lepidodactylus.
Nel 1932 Leo Brongersma ricollocò la specie per la prima volta nel genere Hemiphyllodactylus come Hemiphyllodactylus aurantiacus, ma tre anni più tardi Malcolm Arthur Smith propose di considerarlo una sottospecie di H. typus (H. typus aurantiacus). Per molti anni la posizione di Smith rimase quella comunemente accettata: solo nel 1999 gli erpetologi Indraneil Das e Aaron Bauer, a seguito di uno studio specifico, lo hanno riconosciuto come specie a sé stante.